# Панегирик
Панегирик (гр. πανηγυρικός — празнички, свечан говор), усмени или написани јавни говор у славу и похвалу неке личности. Уопште велика похвала, напис у част слављеника или неке значајне личности, али и неодмјерено, претјерано хваљење.
Првобитно је панегирик у старој Грчкој био говор држан на великим народним скуповима и свечаностима, у коме се, уз похвалу присутне публике, истицала моћ народа, подвизи предака, слава грчких градова. Чувени су били, у фрагментима сачувани, говори Горгијини, као и комплетан Исократов Панегирик (настао око године 380. прије н. е).
Даље се панегирик развијао и као форма говора захвалности, при чему је уздизана и хваљена величина императора, владаоца. Такав је био Панегирик Плинија Млађег, који је вјековима био узор и модел похвалне бесједе, али већ у 5. вијеку прије н. е. јавља се претјеривање, афектација и крајња неискреност који је из панегирика све више потискивала стварни ентузијазам и бриљантност мисли и језика.
У доба императора Августа настали су и панегирици у стиховима или панегиричка поезија (коју је реторичар Хермоген сматрао најзначјанијим пјесништвом уопште), у основи дидактичко-похвална, која је потом, у средњем вијеку у Западној Европи, била веома цијењена и његована на феудалним дворовима. „Треба ли неку особу или ствар похвалити доказује се да она надмашује све слично…”, каже Ернст Роберт Курцијус у свом дјелу Европска књижевност и латинско средњовјековље, — а то је водило понекад новим фигурама и поређењима, а понекад стереотипним стилизацијама. 
Истовремено је постојао и панегирик као облик религиозне књижевности, која слави црквене великосостојнике, свеце и мученике. У доба Луја XIV доживљава свој врхунац, али ова популарна ораторско-реторичка форма од 19. вијека губи углед. Јован Стерија Поповић пише, нпр., Панегирик црву, итд. Панегирик се данас најчешће иронично сматра за незаслужени, извјештачени, сасвим некритички и неумјерени, неумјесни хвалоспјев или славопојку.